# Lasianthus elevatineurus
Lasianthus elevatineurus är en måreväxtart som beskrevs av Hua Zhu. Lasianthus elevatineurus ingår i släktet Lasianthus och familjen måreväxter.
Artens utbredningsområde är Vietnam. Inga underarter finns listade i Catalogue of Life.